# Flagi powiatów w województwie warmińsko-mazurskim
Flagi powiatów w województwie warmińsko-mazurskim – lista symboli powiatowych w postaci flagi, obowiązujących w województwie warmińsko-mazurskim.

Flaga województwa warmińsko-mazurskiego

Zgodnie z definicją, flaga to płat tkaniny określonego kształtu, barwy i znaczenia, przymocowywany do drzewca lub masztu. Może on również zawierać herb lub godło danej jednostki administracyjnej. W Polsce jednostki terytorialne (rady gmin, miast i powiatów) mogą ustanawiać flagi zgodnie z „Ustawą z dnia 21 grudnia 1978 o odznakach i mundurach”. W pierwotnej wersji pozwalała ona jednostkom terytorialnym jedynie na ustanawianie herbów. Dopiero „Ustawa z dnia 29 grudnia 1998 o zmianie niektórych ustaw w związku z wdrożeniem reformy ustrojowej państwa” oficjalnie potwierdziła prawo województw, powiatów i gmin do ustanawiania tego symbolu jednostki terytorialnej. Z tej zmiany skorzystały powiaty, przywrócone w 1999.
W 2025 w województwie warmińsko-mazurskim swoją flagę posiadało 17 z 19 powiatów (flagi nie posiadały powiaty: nowomiejski oraz olsztyński) oraz 2 miasta na prawach powiatu. Symbol ten, od 2002, ma ustanowione samo województwo.

## Lista obowiązujących flag powiatowych

### Miasta na prawach powiatu
| Powiat         | Wzór | Opis |
| -------------- | ---- | --- |
| Miasto Elbląg  |      | Flaga miasta nawiązuje do banneru z czasów hanzeatyckich. Jest to prostokątny płat tkaniny, podzielony na dwa równe poziome pasy: biały i czerwony. Z lewej strony umieszczono dwa krzyże maltańskie: górny czerwony i dolny biały.                                    |
| Miasto Olsztyn |      | Flaga miasta, autorstwa Jacka Skorupskiego, została ustanowiona w 2003. Jest to prostokątny płat tkaniny o proporcjach 5:8 koloru błękitnego, w którego lewej części umieszczono złotą muszlę (symbol św. Jakuba), a pod nią białą linię falistą, nawiązującą do Łyny. |

### Powiaty
| Powiat              | Wzór | Opis |
| ------------------- | ---- | --- |
| Powiat bartoszycki  |      | Flaga powiatu została ustanowiona uchwałą nr V/37/2003 z 25 kwietnia 2003. Jest to płat tkaniny o proporcjach 1:2 w formie chorągwi koloru czerwonego, otoczony biało-czerwoną obwódką. Z lewej strony płata umieszczono topór z herbu powiatu. |
| Powiat braniewski   |      | Flaga powiatu została ustanowiona uchwałą nr XXVIII/218/2001 z 29 czerwca 2001. Jest to prostokątny płat tkaniny o proporcjach 5:8, podzielony na trzy równe poziome pasy: błękitny, żółty i zielony. Z lewej strony płata umieszczono czarny klin. |
| Powiat działdowski  |      | Flaga powiatu została ustanowiona uchwałą nr XXXV/219/02 z 26 czerwca 2002. Jest to prostokątny płat tkaniny o proporcjach 5:8, podzielony na dwa równe poziome pasy: błękitny i czerwony. W lewym górnym rogu płata w białym kantonie (długości 1/4 górnego pasa) umieszczono czerwonego lwa z herbu powiatu, zwróconego w przeciwną stronę niż na herbie. |
| Powiat elbląski     |      | Flaga powiatu została ustanowiona uchwałą nr VIII/72/03 z 26 września 2003. Jest to prostokątny płat tkaniny o proporcjach 5:8 koloru czerwonego, w którego centralnej części umieszczono godło z herbu powiatu. |
| Powiat ełcki        |      | Flaga powiatu została ustanowiona uchwałą nr XXX.306.2013 z 28 marca 2013. Jest to prostokątny płat tkaniny o proporcjach 5:8, podzielony na dwie części w stosunku 2:3: lewą błękitną, z godłem z herbu powiatu oraz prawą białą, z trzema ukośnymi pasami.                                                                                                |
| Powiat giżycki      |      | Flaga powiatu została ustanowiona uchwałą nr XXVIII/228/2001 z 26 czerwca 2001. Jest to prostokątny płat tkaniny o proporcjach 5:8, podzielony w krzyż na cztery błękitne i białe części (kanton jest błękitny). W jego centralnej części umieszczono na zielonej tarczy żółtą głowę jelenia, pochodzącą z herbu powiatu.                                   |
| Powiat gołdapski    |      | Flaga powiatu została ustanowiona uchwałą nr VIII/50/2007 z 28 czerwca 2007. Jest to prostokątny płat tkaniny o proporcjach 5:8, podzielony na siedem równych poziomych pasów: cztery żółte i trzy czarne. W jego centralnej części umieszczono herb powiatu.                                                                                               |
| Powiat iławski      |      | Flaga powiatu została ustanowiona uchwałą nr XXXVII/308/2002 z 19 czerwca 2002. Jest to prostokątny płat tkaniny o proporcjach 5:8 koloru błękitnego, w którego centralnej części umieszczono godło z herbu powiatu. |
| Powiat kętrzyński   |      | Flaga powiatu to prostokątny płat tkaniny o proporcjach 5:8, podzielony na pięć równych poziomych pasów: dwa błękitne, dwa białe i zielony. W jego centralnej części może znajdować się herb powiatu. |
| Powiat lidzbarski   |      | Flaga powiatu została ustanowiona uchwałą nr 113/XV/2000 z 23 marca 2000. Jest to prostokątny płat tkaniny o proporcjach 5:8, podzielony na trzy pionowe pasy: błękitny, żółty i czerwony w stosunku 1:3:1. W jego centralnej części umieszczono herb powiatu.                                                                                              |
| Powiat mrągowski    |      | Flaga powiatu została ustanowiona uchwałą nr 182/XXVI/2000 z 24 listopada 2000. Jest to prostokątny płat tkaniny o proporcjach 5:8, podzielony na trzy pionowe pasy: dwa błękitne i szerszy biały. W jego centralnej części umieszczono herb powiatu. |
| Powiat nidzicki     |      | Flaga powiatu została ustanowiona uchwałą nr XIV/81/08 z 30 stycznia 2008. Jest to prostokątny płat tkaniny o proporcjach 5:8 koloru białego, w którego centralnej części umieszczono godło z herbu powiatu (falista linia przedłużona do skrajów płata).                                                                                                   |
| Powiat olecki       |      | Flaga powiatu, autorstwa Roberta Szydlika, została ustanowiona uchwałą nr XXXII/214/2013 z 30 sierpnia 2013. Jest to prostokątny płat tkaniny o proporcjach 5:8, podzielony na trzy poziome pasy: dwa zielone i biały w stosunku 2:1:2. W jego centralnej części umieszczono herb powiatu.                                                                  |
| Powiat ostródzki    |      | Flaga powiatu została ustanowiona uchwałą nr XIX/128/2000 z 27 czerwca 2000. Jest to prostokątny płat tkaniny o proporcjach 5:8, podzielony na trzy pionowe pasy: dwa czerwone i biały w stosunku 1:2:1. W jego centralnej części umieszczono pąk róży – symbol Związku Pruskiego.                                                                          |
| Powiat piski        |      | Flaga powiatu została ustanowiona uchwałą nr XXXII/161/2001 z 28 czerwca 2001. Jest to prostokątny płat tkaniny o proporcjach 5:8, podzielony na dwanaście zielonych i złotych pól rozchodzących się promieniście od środka płata (nawiązuje to do promieni słońca rozchodzących się w lasach). W jego centralnej części umieszczono herb powiatu.          |
| Powiat szczycieński |      | Flaga powiatu została ustanowiona uchwałą nr XXVIII/189/02 z 8 października 2002. Jest to prostokątny płat tkaniny o proporcjach 5:8, podzielony na trzy poziome pasy: niebieski, biały i czerwony w stosunku 2:1:1. Na górnym pasie umieszczono herb powiatu.                                                                                              |
| Powiat węgorzewski  |      | Flaga powiatu, autorstwa Łukasza Aleksandrowicza, została ustanowiona uchwałą nr LI/231/2018 z 4 października 2018. Jest to prostokątny płat tkaniny o proporcjach 5:8, podzielony na dwie części w stosunku 3:2, na których umieszczono symbole z herbu powiatu.                                                                                           |